# 西野七瀨
西野七瀬（日语：／ Nishino Nanase */?，1994年5月25日—）是日本女藝人，為女子偶像團體乃木坂46前成員，大阪府大阪市出身，所屬經紀公司為乃木坂46合同會社。曾為時尚雜誌《non-no》專屬模特兒。2011年以乃木坂46一期生身分出道。2018年底自乃木坂46畢業，以演員為活動重心。2024年和演員山田裕貴結婚。

## 經歷
1994年5月25日，西野出生於大阪府。母親在出生時取名為「椎菜」，但是最後仍決定以父親的想法取名為「七瀨」。
在小學時，受到哥哥的影響開始看漫畫。中學一年級時，受到哥哥的影響而加入籃球部，一直持續到暑假，但在第二個學期退出。之後，西野參加了模特兒試鏡並通過了三次審查。母親勸她當一名護理師，上高中時選修護理課程。然而，在她高中二年級時，在母親的建議下，報名參加乃木坂46一期生的徵選。
2011年8月21日，通過最終審查正式成為乃木坂46的創團成員，徵選時唱的歌曲是新垣結衣的《紅線》。合格後，平日在大阪上學、週末通勤到東京，之後轉學。11月13日，開通了個人的乃木坂46官方博客。12月，獨自前往東京生活。
2012年2月22日，以乃木坂46首張單曲《窗簾圍繞》，正式出道。11月8日，西野作為模特兒初次登上「Girls Award 2012 秋冬展」走秀。
2013年3月，從轉學後的高中畢業。5月，在乃木坂46舞台劇《16人的主角deux》稱霸十位主要角色。6月18日至30日，由西野所設計原創吉祥物「豆一樣先生」（どいやさん）在KiddyLand的期間限定店舖發售。
2014年1月26日，於乃木坂46的冠名節目《乃木坂在哪裡？》中，獲宣布成為公布乃木坂46第8張單曲《察覺時已是單戀》的Center，這是西野首次擔任單曲的Center。4月1日，「豆一樣先生」實體化的毛絨玩偶在KiddyLand網站上作為限定商品預約販售。5月11日，宣布成為乃木坂46第9張單曲《夏天的Free&Easy》的Center，為連續兩作擔任。
2015年1月5日發行的乃木坂46第三張專輯《透明色》，其中包含了西野的第一首獨唱曲《自作多情》（ひとりよがり），同時也是乃木坂46成員的第三首獨唱曲。1月10日，與井上小百合、櫻井玲香、中田花奈、永島聖羅、能條愛未、若月佑美一起在乃木神社舉行成人式。1月18日，宣布成為乃木坂46第11張單曲《生命如此美好》的Center。2月18日，發行個人首本寫真集《日常衣裝》（普段着），以3.6萬銷量取得Oricon公信榜書籍週榜寫真集部門第一位，綜合部門則是第三位。寫真集在去年8月於家鄉大阪拍攝。2月19日，宣布成為時尚雜誌《non-no》的專屬模特兒，也是繼白石麻衣、齋藤飛鳥後的第三位擔任雜誌專屬模特兒的乃木坂46成員。8月30日，於乃木坂46的冠名節目《乃木坂工事中》，獲宣布和白石麻衣共同成為乃木坂46第13張單曲《此刻，想說話的對象》的Center，這是西野第四次擔任單曲的Center。12月31日，與乃木坂46首次登上《第66回NHK紅白歌合戰》演出，並演唱乃木坂46代表曲《你就是希望》。
2016年2月20日發行的《non-no》4月號，和鈴木友菜首次共同登上封面。7月20日發行的《non-no》9月號，西野初次單獨登上封面。9月27日，發行個人第二本寫真集《風為衣衫》（風を着替えて），於馬爾他拍攝，以1.1萬銷量取得Oricon公信榜書籍週榜寫真集部門第一位，同時也是書籍年榜寫真集部門第一位。發行數突破20萬本。11月29日，於陸上競技マガジン「箱根驛傳2017完全指南」的箱根驛傳參賽選手「最喜歡的女藝人」中，獲得第五位。
2017年1月30日，宣布和白石麻衣共同成為乃木坂46第17張單曲《大影響家》的Center。3月4日，獲得第3回日本封面女郎大賞的「娛樂部門」的獎項。9月3日，宣布和齋藤飛鳥共同成為乃木坂46第19張單曲《及時行事》的Center。11月14日，宣布初次單獨主演的電視劇「土曜劇24 《電影少女-VIDEO GIRL AI 2018-》」（東京電視網），將與隔年1月開始播出。
2018年5月9日，發行個人第一本寫真書《我的那些事情》（わたしのこと），於摩洛哥拍攝，以9.2萬銷量取得Oricon公信榜書籍週榜寫真集部門和綜合部門的第一位。同年的書籍年榜寫真集部門則是第四位。發行數突破20萬本。9月20日，於官方部落格宣布將於年底從乃木坂46畢業，並將於隔年舉行畢業演唱會。畢業後仍會繼續演藝活動。11月14日發行的乃木坂46第22張單曲《想繞遠路回家》，為西野的畢業單曲，這也是西野最後一次擔任Center，擔任次數總共七次，超越了已經畢業的生駒里奈六次擔任的紀錄。12月31日，參加第69回NHK紅白歌合戰，並演唱西野的畢業單曲《想繞遠路回家》，正式從乃木坂46畢業。
2019年1月25日，毕业后首次出演黃金時段電視劇《銀行佳人》。2月24日，於京瓷巨蛋大阪舉行「乃木坂46 7th YEAR BIRTHDAY LIVE」的最終日公演（同時為西野的畢業演唱會），正式結束在乃木坂46的所有活動。2月25日，開設個人官方網站和Instagram帳號。2月28日，西野位於乃木坂46內的部落格正式關閉。6月29日，成為KeyHolder的彩色隱形眼鏡品牌「me me mar」（メメマール）的代言人。
2021年1月4日，開設官方Twitter帳號。
2022年1月18日，以電影《孤狼之血 LEVEL2》獲得日本電影學院獎的優秀助演女優賞和新人俳優賞。1月19日發行的《non-no》3月號，從擔任約七年的雜誌專屬模特兒畢業。

## 個人生活
2023年7月5日，被《女性SEVEN》報導與演員山田裕貴正在交往。當時，西野的事務所並未正面回應此事。但山田於個人廣播節目中承認了此事。
2024年3月31日，兩人宣布結婚。

## 人物
西野的暱稱是娜醬、七瀨丸（；或以中文諧音稱為「娜娜賽馬路」）。Catch Phrase（自我介紹詞）是「嗯～～～～～! Nanase-maru!!」（ん〜〜〜〜〜! ななせまる!!）。「七瀨丸」這暱稱為西野自己所發想，而自我介紹詞則是父親所發想。西野有一位兄長為演员西野太盛，表妹為NMB48前研究生高山梨子。
非常喜愛鳥，尤其是鴿子，部分粉絲直接稱西野為「鴿子」。擅長潛水，有「潛水的娜娜」之稱號。喜歡的漢字為「七」。喜歡跳舞，高中時曾參加舞蹈部。喜歡的電影為《魔幻時刻》、《告白》。喜歡的女歌手為aiko。憧憬的女性為惡靈古堡系列電影中飾演主角艾莉絲的蜜拉·喬娃薇琪。
喜歡漫畫、繪畫、遊戲和妄想。對漫畫家荒木飛呂彥的《JoJo的奇妙冒險》與高橋義弘的《銀牙》系列及全部續作非常熟知。高橋義弘為紀念西野自乃木坂46畢業，親自繪製西野與角色同框的簽名畫像，其他亦有致贈西野畢業紀念親筆簽名畫像的漫畫家有《電影少女》的桂正和、《搞怪吹笛手》的うすた京介與《搞笑漫畫日和》的増田こうすけ。
另外，也學習過鋼琴。擁有的資格證書有詞彙及閱讀理解能力檢定準2級。
喜歡的遊戲包括牧場物語、星之卡比、任天堂明星大亂鬥、動物之森、瑪利歐，也有玩過寶可夢、元氣史萊姆、魔物獵人等。

## 音樂作品
- 標註「★」符號表示該首歌曲有拍攝MV。

### 單曲
乃木坂46
|      | 發行日期       | 單曲名稱           | 參與歌曲名稱             | MV | 備註                     |
| ---- | -------------- | ------------------ | ------------------------ | -- | ------------------------ |
| 01st | 2012年02月22日 | 窗簾圍繞           | 窗簾圍繞                 | ★  | 出道作品 選拔            |
| 01st | 2012年02月22日 | 窗簾圍繞           | 可能想見你               | ★  |                          |
| 01st | 2012年02月22日 | 窗簾圍繞           | 不想失去                 | ★  |                          |
| 01st | 2012年02月22日 | 窗簾圍繞           | 乘著白雲                 |    |                          |
| 01st | 2012年02月22日 | 窗簾圍繞           | 乃木坂之詩               | ★  |                          |
| 02nd | 2012年05月02日 | 來吧Shampoo！      | 來吧Shampoo              | ★  | 選拔                     |
| 02nd | 2012年05月02日 | 來吧Shampoo！      | 心之靈藥                 |    |                          |
| 02nd | 2012年05月02日 | 來吧Shampoo！      | HOUSE!                   |    |                          |
| 03rd | 2012年08月22日 | 奔馳吧！Bicycle    | 奔馳吧！Bicycle          | ★  | 七福神                   |
| 03rd | 2012年08月22日 | 奔馳吧！Bicycle    | 性急的蝸牛               | ★  |                          |
| 03rd | 2012年08月22日 | 奔馳吧！Bicycle    | 人為什麼奔跑？           | ★  |                          |
| 03rd | 2012年08月22日 | 奔馳吧！Bicycle    | 沉默的吉他               | ★  |                          |
| 04th | 2012年12月19日 | 制服模特兒         | 制服模特兒               | ★  | 選拔                     |
| 04th | 2012年12月19日 | 制服模特兒         | 指望遠鏡                 | ★  |                          |
| 04th | 2012年12月19日 | 制服模特兒         | 不在這兒的某處           | ★  |                          |
| 05th | 2013年03月13日 | 你就是希望         | 你就是希望               | ★  | 選拔                     |
| 05th | 2013年03月13日 | 你就是希望         | 乾脆一點                 | ★  |                          |
| 05th | 2013年03月13日 | 你就是希望         | 浪漫墨魚燒               |    |                          |
| 05th | 2013年03月13日 | 你就是希望         | 念力的可能               |    | 與櫻井玲香共同擔任Center |
| 06th | 2013年07月03日 | Girls' Rule        | Girls' Rule              | ★  | 八福神                   |
| 06th | 2013年07月03日 | Girls' Rule        | 世界上最孤獨的Lover      | ★  |                          |
| 06th | 2013年07月03日 | Girls' Rule        | 人們的樂器               |    |                          |
| 06th | 2013年07月03日 | Girls' Rule        | 從其他星星而來           | ★  | Center                   |
| 07th | 2013年11月27日 | 髮夾               | 髮夾                     | ★  | 八福神+1                 |
| 07th | 2013年11月27日 | 髮夾               | 月亮的大小               | ★  |                          |
| 07th | 2013年11月27日 | 髮夾               | 所謂的溫柔               |    |                          |
| 07th | 2013年11月27日 | 髮夾               | 如此的笨蛋、、、         | ★  |                          |
| 08th | 2014年04月02日 | 察覺時已是單戀     | 察覺時已是單戀           | ★  | Center                   |
| 08th | 2014年04月02日 | 察覺時已是單戀     | 浪漫的開始               | ★  | Center                   |
| 08th | 2014年04月02日 | 察覺時已是單戀     | 呼吸的方法               |    |                          |
| 08th | 2014年04月02日 | 察覺時已是單戀     | 謝謝                     |    |                          |
| 09th | 2014年07月09日 | 夏天的Free&Easy    | 夏天的Free&Easy          | ★  | Center                   |
| 09th | 2014年07月09日 | 夏天的Free&Easy    | 無能為力地待在你身邊     |    | Center                   |
| 09th | 2014年07月09日 | 夏天的Free&Easy    | 不說話的獅子             | ★  | Center                   |
| 09th | 2014年07月09日 | 夏天的Free&Easy    | 我如果不去的話會是誰去？ |    | Center                   |
| 10th | 2014年10月08日 | 第幾次的藍天？     | 第幾次的藍天？           | ★  | 十福神                   |
| 10th | 2014年10月08日 | 第幾次的藍天？     | 敲響倒下的鐘             | ★  |                          |
| 10th | 2014年10月08日 | 第幾次的藍天？     | Tender days              |    |                          |
| 10th | 2014年10月08日 | 第幾次的藍天？     | 迂迴的愛情               |    |                          |
| 11th | 2015年03月18日 | 生命如此美好       | 生命如此美好             | ★  | Center                   |
| 11th | 2015年03月18日 | 生命如此美好       | 抱歉呢…一直以來…         | ★  | 獨唱曲                   |
| 12th | 2015年07月22日 | 太陽敲敲門         | 太陽敲敲門               | ★  | 十福神                   |
| 12th | 2015年07月22日 | 太陽敲敲門         | 更多夢想                 |    | 獨唱曲                   |
| 12th | 2015年07月22日 | 太陽敲敲門         | 羽毛的記憶               | ★  |                          |
| 13th | 2015年10月28日 | 此刻，想說話的對象 | 此刻，想說話的對象       | ★  | 與白石麻衣共同擔任Center |
| 13th | 2015年10月28日 | 此刻，想說話的對象 | POPIPAPAPA               | ★  | 與白石麻衣共同擔任Center |
| 13th | 2015年10月28日 | 此刻，想說話的對象 | 忘卻悲傷的方法           | ★  |                          |
| 13th | 2015年10月28日 | 此刻，想說話的對象 | 間隙                     |    | Center                   |
| 14th | 2016年03月23日 | 當春紫苑盛開時     | 當春紫苑盛開時           | ★  | 十福神                   |
| 14th | 2016年03月23日 | 當春紫苑盛開時     | 釣魚洞                   | ★  | 獨唱曲                   |
| 15th | 2016年07月27日 | 赤腳Summer         | 赤腳Summer               | ★  | 十福神                   |
| 15th | 2016年07月27日 | 赤腳Summer         | 專屬光芒                 |    |                          |
| 16th | 2016年11月09日 | 再見的意義         | 再見的意義               | ★  | 十一福神                 |
| 16th | 2016年11月09日 | 再見的意義         | 孤獨的藍天               |    |                          |
| 17th | 2017年03月22日 | 大影響家           | 大影響家                 | ★  | 與白石麻衣共同擔任Center |
| 17th | 2017年03月22日 | 大影響家           | Another Ghost            | ★  | Nasuka                   |
| 18th | 2017年08月09日 | 蜃景               | 蜃景                     | ★  | 十二福神                 |
| 18th | 2017年08月09日 | 蜃景               | 女人無法獨自入眠         | ★  |                          |
| 18th | 2017年08月09日 | 蜃景               | 漫長夏日…                |    |                          |
| 18th | 2017年08月09日 | 蜃景               | 能盡情哭泣不是很好嗎？   |    |                          |
| 19th | 2017年10月11日 | 及時行事           | 及時行事                 | ★  | 與齋藤飛鳥共同擔任Center |
| 19th | 2017年10月11日 | 及時行事           | 失眠症                   |    |                          |
| 20th | 2018年04月25日 | 同步巧合           | 同步巧合                 | ★  | 十四福神                 |
| 20th | 2018年04月25日 | 同步巧合           | Against                  | ★  |                          |
| 21st | 2018年08月08日 | 以自我為中心！     | 以自我為中心             | ★  | 十四福神                 |
| 21st | 2018年08月08日 | 以自我為中心！     | 空扉                     | ★  |                          |
| 21st | 2018年08月08日 | 以自我為中心！     | 我喜歡過你，但是…        |    |                          |
| 21st | 2018年08月08日 | 以自我為中心！     | 心的獨白                 | ★  | 與白石麻衣合唱           |
| 22nd | 2018年11月14日 | 想繞遠路回家       | 想繞遠路回家             | ★  | Center                   |
| 22nd | 2018年11月14日 | 想繞遠路回家       | 未完待續                 | ★  | 畢業獨唱曲               |

1. ↑  站位依據官方MV及演唱會正式呈現為參考依據。
2. 1 2  收錄於單獨發行的MV合集《ALL MV COLLECTION～當時的少女們～》
3. ↑  根據單曲CD内附歌詞本，小分隊名稱。

其他
| 發行日期                                    | 單曲名稱       | 參與歌曲名稱 | MV | 備註         |
| ------------------------------------------- | -------------- | ------------ | -- | ------------ |
| 2012年07月25日                              | 大人彩色糖     | 不再綁雙馬尾 | ★  | 麻友坂46     |
| 2016年03月09日                              | 你就是旋律     | 混和體       | ★  | 乃木坂AKB    |
| 2019年3月13日                               | 回憶上心頭DAYS | 必然性       |    | IZ4648       |
| 2020年6月17日（日本） 2020年6月24日（海外） | 世界中的鄰居啊 | —            | ★  | 下載限定歌曲 |

1. ↑  單曲發行時已自乃木坂46畢業。
2. ↑  以畢業成員參與。

### 專輯
乃木坂46
|      | 發行日期       | 專輯名稱       | 參與歌曲名稱 | 備註                     |
| ---- | -------------- | -------------- | ------------ | ------------------------ |
| 01st | 2015年01月07日 | 透明色         | 我所在的地方 |                          |
| 01st | 2015年01月07日 | 透明色         | 自作多情     | 獨唱曲                   |
| 02nd | 2016年05月25日 | 屬於我們的位子 | 契機         |                          |
| 02nd | 2016年05月25日 | 屬於我們的位子 | 太陽的誘惑   |                          |
| 02nd | 2016年05月25日 | 屬於我們的位子 | 光合作用希望 | 獨唱曲                   |
| 03rd | 2017年05月24日 | 最初的夢想     | 跳傘         | 與白石麻衣共同擔任Center |
| 03rd | 2017年05月24日 | 最初的夢想     | 指定溫度     |                          |

## 演出

### 電視劇
- 欺詐偶像（さばドル；2012年1月14日－4月7日，東京電視台）：飾演 西野七瀨[100]
- 49（2013年10月5日－12月29日，日本電視台）：飾演 水無月麻奈（女主角）[101][102]
- 天使之刃（日语：天使のナイフ#テレビドラマ）（；2015年2月22日－3月22日，WOWOW）：飾演 咖啡店兼職店員[103]
- 初森BEMARS（初森ベマーズ；2015年7月11日－9月26日，東京電視台）：飾演 七丸[104]
- 花燃 第29集（花燃ゆ；2015年7月19日，NHK）：飾演 女侍者[105]
- 真實的恐怖故事 夏之特別篇2016「多了一個人的電梯」（ほんとにあった怖い話 もう1人のエレベーター；2016年8月20日，富士電視台）：飾演 木島元美[106][註 3]
- 陪酒須加學園 第一集（キャバすか学園；2016年10月30日，日本電視台）：客串 西野七瀨（本人）[107]
- 電影少女-VIDEO GIRL AI 2018-（2018年1月14日－4月1日，東京電視台）：飾演 天野愛（主演）[51]
  - 特別編（2019年1月18日，東京電視台）：飾演 天野愛（主演）[108]
- OH MY JUMP!少年JUMP救地球 最終話（2018年3月24日，東京電視台）：飾演 天野愛[109]
- 銀行佳人（日语：この女に賭けろ）（；2019年1月21日－3月11日，東京電視台）：飾演 松田葉子[63]
- 輪到你了（あなたの番です；2019年4月14日－9月8日，日本電視台）：飾演 黑島沙和[110]
  - 劇場版公開紀念！「輪到你了」完全新拍攝SP！（劇場版公開記念!「あなたの番です」完全新撮スペシャル!；2021年12月10日，日本電視台）：飾演 黒島沙和[111]
- 默默奉獻的灰姑娘 ～醫院藥劑師的處方箋～（アンサング・シンデレラ 病院薬剤師の処方箋；2020年7月16日－9月24日，富士電視台）：飾演 相原胡桃[112]
- 秘密內幕～戰鬥吧！派出所女子～（ハコヅメ～たたかう!交番女子～；2021年7月7日－9月15日，日本電視台）：飾演 牧高美和[113]
- 言靈莊（言霊荘；2021年10月9日－12月18日，朝日電視台）：飾演 歌川言葉（主演）[114]
- 戀愛何必認真？（恋なんて、本気でやってどうするの？；2022年4月18日－6月20日，關西電視台、富士電視台）：飾演 清宮響子[115][116]
- 夏洛克的孩子們（；2022年10月9日－11月6日，WOWOW）：飾演 北川愛理[117][118]
- 一擊（；2023年1月3日，NHK綜合台、NHK BS4K）：飾演 園[119][120]
- 鴉色刑事組 特別篇（2023年1月14日，富士電視台）：飾演 赤城公子[121]
  - 鴉色刑事組～井出伊織 愛的紀錄～ 第1、2集（2023年1月10日－11日，富士電視台）：飾演 赤城公子[121]
- 巧克力醫生（Dr.チョコレート；2023年4月22日－6月24日，日本電視台）：飾演 奧泉渚[122][123]
- 0.5的男人 第2話至最終話（0.5の男；2023年6月4日－6月25日，WOWOW）：飾演 田崎瞳[124]
- 藤子·F·不二雄SF短劇 不知何故（どことなくなんとなく；2023年6月4日，NHK BS Premium・NHK BS4K）：飾演 天地之妻[125][126]
- 將冒險裝進口袋（ポケットに冒険をつめこんで；2023年10月20日－12月22日，東京電視台）：飾演 赤城圓香（主演）[127]
- 世界奇妙物語 秋之特別篇2023「考慮一下走馬燈的順序」（世にも奇妙な物語 走馬灯のセトリは考えておいて；2023年11月11日，富士電視台）：飾演 小清水祈（主演）[128]
- 大奧（；2024年1月18日－3月28日，富士電視台）：飾演 阿品[129]

### 電視節目
- 獅子的對拳 （2016年4月2日－2022年3月26日，富士電視台）- 主持人[註 4][130]
- 指原議長的偶像國會（2016年12月23日，富士電視台）- 特別法案委員[註 5][131]
- 金曜プレミアム 全部揃えてみます。〜ちょっと自慢できる雑学テレビ〜（2017年9月15日，富士電視台）[132]
- 世界制服 セカイセイフク（NHK教育頻道）- 主持人
  - （2017年9月4日、11日）[133]
  - （2018年8月20日、27日）[134]
- Gout Temps Nouveau2（2019年1月16日－2021年12月22日，關西電視台）- 主持人[註 6][135]
- NHK BS4K・BS8K こっちすごいよ。2（2019年8月2日，NHK BS Premium）- 主持人[136]
- 全日本歌唱力選手權 歌唱王（2019年12月26日、2020年12月10日，日本電視台）- 主持人[註 7][137][138][139]
- 野性爆彈くっきー!のロックン、ロール★サーカス（2021年7月2日－2022年4月8日，WOWOW）- 旁白[140]
- 情熱大陸（2021年9月5日，毎日放送）[141]
- ZIP！（2021年12月3日，日本電視台）- 第1週星期五主持人[142]
- M-1大賽2021 敗者復活戰（2021年12月19日，朝日放送電視台）- 主持人[註 8][143]
- ワンチャンあり!?キングオブスクール（2022年1月6日、6月23日－30日，讀賣電視台）- 主持人[註 9][144][145]

### 電影
- 薙刀社青春日記（2017年9月22日上映，東寶）：飾演 東島旭（主演）[146][147]
- 靠北少女（2020年3月20日上映，松竹）：飾演 野畑製藥的社員[148]
- 孤狼之血 LEVEL2（2021年8月20日上映，東映）：飾演 近田真緒[149][150]
- 鳩之擊退法（2021年8月27日上映，松竹）：飾演 沼本[151]
- 輪到你了 劇場版（2021年12月10日上映，東寶）：飾演 黑島沙和[152][153]
- ×××HOLiC（2022年4月29日上映，松竹、Asmik Ace）：飾演 貓女[154]
- 戀之光（2022年6月17日上映，Happinet Phantom Studios／KADOKAWA）：飾演 北代（女主角）[155]
- 電影版 鴉色刑事組（2023年1月13日上映，東寶）：飾演 赤城公子[156]
- 新·假面騎士（2023年3月17日上映，東映）：飾演 弘美/黃蜂強化人[157]
- 在大雪封閉的山莊裡（2024年1月12日上映，Happinet Phantom Studios）：飾演 元村由梨江[158]
- 52赫茲的鯨魚們（2024年3月1日上映，GAGA）：飾演 品城琴美[159]
- 歸來的玩命警探（2024年5月24日上映，東映）：飾演 早瀨梨花[160]
- 忘記你的方法（2025年1月17日上映，Rabbit House）[161]
- 少年與狗（2025年3月20日上映，東寶）：飾演 須貝美羽（主演）[註 10][162]

### 電視動畫
- 寶可夢 地平線（2023年12月1日、8日，東京電視台）：聲演 雙尾怪手[163]

### 動畫電影
- ONE PIECE FILM GOLD（2016年7月23日上映，東寶）：聲演 阿魯芭（特別出演）[164]
- Coluboccoro（2019年11月29日上映，KENJI STUDIO）：聲演 鈴（主演）[165]
- 成為星星的少女（2024年5月10日上映，Aniplex）：聲演 老爺爺[166]

### 舞台劇
- 劇團☆新感線41周年春興行　Yellow⚡新感線《月影花之丞大逆轉》（2021年2月26日－4月4日，東京：東京建物 Brillia HALL／4月14日－26日，大阪：ORIX劇場（日语：オリックス劇場））：飾演 水林星美[167]
- COCOON PRODUCTION 2022 DISCOVER WORLD THEATER vol.12「『大家都是我的孩子』-All My Sons-」（2022年5月10日－30日，東京：Bunkamura 蠶繭劇院／6月3日－8日，大阪：森之宮Piloti Hall）：飾演 アン・ディーヴァー[168][169]
- 劇團☆新感線44周年興行・夏秋公演 いのうえ歌舞伎『バサラオ』（2024年7月7日－8月2日，福岡：博多座／8月12日－9月26日，東京：明治座／10月5日－17日，大阪：大阪節慶音樂廳）：飾演 アキノ[170][171]

### 网络劇
- 宇宙的工作（日语：宇宙の仕事）（2016年9月8日，亞馬遜影片）：飾演 野宮香織[172]
- Success24 Instagram Story（2019年4月24日－5月17日、10月7日－30日，花王）- 主演[173][174]
- Hulu原創故事 輪到你了 短劇《房門之內》（2019年7月14日、9月8日、15日，Hulu）：飾演 黑島沙和[175]
- Success24 presents みんなで選ぶ投票式インスタドラマ（花王）- 主演
  - （2020年4月20日－24日）[176]
  - （2020年5月4日－8日）[176]
  - （2020年5月18日－22日）[176]
- Success24 枕元で見る新感覚インスタドラマ（花王）- 主演
  - （2020年7月28日－31日）[176]
  - （2020年8月11日－14日）[176]
  - （2020年8月25日－29日）[176]
  - （2020年10月19日－23日）[176]
  - （2020年11月2日－6日）[176]
- 默默奉獻的灰姑娘 ANOTHER STORY 〜新人藥劑師 相原胡桃〜 （2020年8月27日－9月24日，FOD（日语：フジテレビオンデマンド））：飾演 相原胡桃（主演）[177]
- HOT MOM!（2021年3月19日－4月9日，亞馬遜影片）- 剧集翻拍自《辣妈正传》，飾演：松浦夏希／三村夏希（主演）[178][179]
- Success24 Instagram企畫（2021年4月9日－10月22日，花王）- 主演[176]
- 秘密內幕〜繼續戰鬥吧！町山署的人們〜（2021年9月15日，Hulu）：飾演 牧高美和[180]
- ABEMA原創故事 某個視角另一個言靈莊（2021年10月9日－12月18日，AbemaTV）：飾演 歌川言葉（主演）[181]
- 戀愛何必認真？（2022年4月18日－6月13日，GYAO！）：飾演 清宮響子[182]
- 新聞記者・奧泉渚與疑惑的女人（2023年6月10日－24日，Hulu）：飾演 奧泉渚（主演）[183]
- 穴界風雲（2023年9月22日－10月27日，DMM TV）：飾演 坂本里香（女主角）[184]
- 大奥〜定信之戀〜（2024年3月28日，FOD）：飾演 阿品[185]
- 1122 恩愛的夫妻（2024年6月14日－28日，Amazon Prime Video）：飾演 柏木美月[186]

### 網絡節目
- 西野とせいやと!この謎の向こう側!（2022年8月5日－8日，Paravi）- 主持人[註 11][187]

### 電台
- 乃木坂46西野七瀨的All Night Nippon（2017年5月25日，日本放送）[188][189]
- 西野七瀨的All Night NipponGOLD（2021年3月31日，日本放送）[190][191]

### 電視廣告
- 必勝客（日本肯德基）- 與室剛共演
  - 食べごたえを、もっと！篇（2015年4月18日－）[192]
  - サンキューを、もっと！篇（2015年6月12日－）[192]
  - おどろきを、もっと！篇（2015年6月12日－）[193]
  - おどろきを、もっと！（えびアヒージョ）篇（2015年7月3日－）[192]
  - テイクアウト半額 篇（2015年7月3日－）[192]
  - 「ゴールデンプレミアム4」プレミアムを、もっと！篇[192]
  - 「ゴールデン系列」絕賛の嵐篇[192]
  - ピザハット創業祭39%オフ篇[192]
- ギガ学割（2016年2月12日－，軟銀）- 與上戶彩、樋口可南子、丹特・卡佛、中川大志共演[194]
- Biore防曬乳「太陽與我」篇（2018年2月5日－，花王）- 與日村勇紀（聲演：太陽）共演[195]
- 黑色沙漠 手機版（2019年2月26日－，珍艾碧絲）- 與淺野忠信共演[196]
- Success24（花王）
  - クレンジングシャンプー、スカルプコンディショナー（2019年4月20日－）[197]
  - ヒゲを剃りやすくする朝の洗顔シート（2020年4月11日－）[198]
  - フレグランスワックス（2021年4月2日－）[199]
- キャッシュレス、ポイント還元事業（經濟產業省）
  - 西野七瀨さん パン屋 予告篇（2019年9月13日－）[200]
  - 西野七瀨さん パン屋篇（2019年10月1日－）[201]
- 年末ジャンボ宝くじ「年末ショーで宝くじ」篇（2019年11月14日－，ジャンボ宝くじ）- 與笑福亭鶴瓶、佐藤健、片桐仁共演[202]
- 第96屆箱根驛傳原創CM新年特別版（札幌啤酒）- 與清原翔共演
  - 「第96回箱根驛伝 一緒に、その先へ 西野篇」（2020年1月2日、3日）[203]
  - 「第96回箱根驛伝 一緒に、その先へ 清原篇」（2020年1月2日、3日）[203]
- Mercari
  - 「誕生たのメル便」篇（2020年3月7日－）[204]
  - 「まとめて買おう」篇（2020年3月13日－）-  與吉田志織共演[205]
- クオール薬局「氣になる薬局」篇（2020年7月16日－，Qol Holdings）- 與金澤美穗共演[206]
- アサヒ ザ、リッチ（朝日啤酒）- 與飯尾和樹共演
  - 「はじめての乾杯」篇（2020年9月8日－）[207]
  - 「泡の体験」篇（2020年9月8日－）[207]
  - 「時間がたっても」篇（2020年9月8日－）[207]
  - 「おまけ」篇[207]
  - 「受賞おめでとう」篇[207]
  - 「今年もありがとう」篇[207]
- au 意識高すぎ！高杉くん（KDDI）- 與神木隆之介、松本穗香共演
  - 「貯杉先生、登場」篇（2021年1月18日－）[208][209]
  - 「朝の挨拶」篇（2021年2月1日－）[210]
  - 「テストの解答」篇（2021年7月20日－）[211]
  - 「クイズ大会」篇（2021年8月16日－）- 與中川大志共演[212]
  - 「先生、観てるよね」篇（2021年12月13日－）[213][214]
  - 「スポーツ大会」篇（2022年2月7日－）[215]
  - 「ダンスバトル」篇（2022年5月2日－）[216]
  - 「大抽選会」篇（2022年8月24日－）[217]
  - 「マラソン大会の特訓」篇（2022年11月16日－）[218]
  - 「早退の理由」篇（2023年9月27日－）[219]
  - 「貯杉先生と甥っ子」篇（2025年2月18日 - ）[220]
- SUUMO スーモハウス（瑞可利控股）
  - 「ナナセさんの絞り込みカンリョウ！」篇（2021年1月19日－）[221]
  - 「神木さん西野さんのなぞって検索」篇（2021年8月14日－）- 與神木隆之介共演[222]
- 朝日超爽啤酒（朝日啤酒）- 與白石麻衣共演
  - 「春、待ってるよ」篇（2021年1月26日－）[223][224][225]
  - 「体験!生ジョッキ缶 西野七瀬」篇（2021年12月20日－）[226]
  - 「もうすぐ春、2022」篇（2022年2月4日－）[227][228][229]
  - 「世界初!生ジョッキ缶」篇（2022年3月26日－）[230]
  - 「まるでお店の一杯目!」篇（2023年1月21日－）[231][232]
- 朝日飲料 和紅茶 無糖原味
  - 「日本の紅茶、驚きます。」篇（2022年4月5日－）[233][234]
  - 「和紅茶姉妹」篇（2023年5月12日－）- 與石井杏奈共演[235]
- 日本麥當勞 亞洲漢堡「亞洲的Juicy」篇（2023年1月31日－）- 與飯豐萬理江共演[236][237][238]
- 三得利 HOROYOI
  - 「夢中がはじまる。」篇（2024年6月11日－）[239]
- 卡普空 怪物獵人荒野
  - 「西野七瀬は眠れない」篇（2025年2月14日－）[240][241]
- graniph ブランドキャンペーン「キニナル？グラニフ！」（2025年3月3日 - ）[242]

### 平面代言
- me me mar 品牌形象大使（2019年6月29日－，KeyHolder）[69]
- TOD'S 品牌摯友（日本地區）（2021年9月21日－，Tod's Boutique）[243]
  - Sound of Emotions Fall-Winter 2021/22[244]
- 珠寶品牌「PLATINUM WOMAN」（2021年11月1日－，國際鉑金協會）- 品牌大使[245][246]
- 超級瑪利歐兄弟電影版（2023年3月28日－，照明娛樂／任天堂）- 宣傳大使[247]

### 音樂錄影帶
- Aimer《ONE AND LAST》（2021年）[248]

### 活動
- GirlsAward
  - Girls Award 2012 SPRING／SUMMER（2012年11月8日，國立代代木競技場第一體育館）[21]
  - Girls Award 2013 SPRING／SUMMER（2013年3月23日，國立代代木競技場第一體育館）[249]
  - GirlsAward 2014 AUTUMN／WINTER（2014年10月1日，國立代代木競技場第一體育館）[250]
  - Girls Award 2015 SPRING／SUMMER（2015年4月29日，國立代代木競技場第一體育館）[251]
  - Girls Award 2016 SPRING／SUMMER（2016年4月9日，國立代代木競技場第一體育館）[252]
  - Girls Award 2016 AUTUMN／WINTER（2016年10月8日，國立代代木競技場第一體育館）[253]
  - Mynavi GirlsAward 2017 SPRING／SUMMER（2017年5月3日，國立代代木競技場第一體育館）[254]
  - Rakuten GirlsAward 2017 AUTUMN／WINTER（2017年9月16日，幕張展覽館）[255]
  - Rakuten GirlsAward 2018 SPRING／SUMMER（2018年5月19日，幕張展覽館）[256]
  - Rakuten GirlsAward 2018 AUTUMN／WINTER（2018年9月16日，幕張展覽館）[257]
  - Rakuten GirlsAward 2019 SPRING／SUMMER（2019年5月18日，幕張展覽館）[258]
  - Rakuten GirlsAward 2019 AUTUMN／WINTER（2019年9月28日，幕張展覽館）[259]
- 東京女孩展演
  - takagi presents TGC KITAKYUSYU 2015 by TOKYO GIRLS COLLECTION（2015年10月17日，西日本綜合展示場 新館）[260]
  - TOKYO GIRLS COLLECTION 2016 SPRING／SUMMER（2016年3月19日，國立代代木競技場第一體育館）[261]
  - TOKYO GIRLS COLLECTION 2016 AUTUMN／WINTER（2016年9月3日，埼玉超級競技場）[262]
  - TGC KITAKYUSHU 2016 by TOKYO GIRLS COLLECTION（2016年10月9日，西日本綜合展示場 新館）[263]
  - TOKYO GIRLS COLLECTION 2017 SPRING／SUMMER（2017年3月25日，國立代代木競技場第一體育館）[264]
  - TOKYO GIRLS COLLECTION 2017 AUTUMN／WINTER（2017年9月2日，埼玉超級競技場）[265]
  - TGC KITAKYUSHU 2017 by TOKYO GIRLS COLLECTION（2017年10月21日，西日本綜合展示場 新館）[266]
  - 第33回 Mynavi Tokyo Girls Collection 2021 AUTUMN／WINTER（2021年9月4日，埼玉超級競技場）[267]
- ASIA FASHION AWARD 2016 in TAIPEI（2016年12月10日，W Taipei）[268]
- non-no創刊45周年活動 西野七瀨 in 大阪 脫口秀（2016年7月25日，BREEZÉ TOWER）[269]
- Gout Temps Nouveau2 Girls Meeting（2019年11月15日，豊洲PIT）[270]

## 書籍

### 寫真集
- 季刊 乃木坂 vol.1 早春（2014年3月5日，東京新聞通信社）[271]
- 日常衣裝（普段着；2015年2月18日，幻冬舍）[272]
- 風為衣衫（風を着替えて；2016年9月27日，集英社）[273][274]

### 寫真書
- 我的那些事情（わたしのこと；2018年5月9日，集英社）[275][53]

### 雜誌連載
- UP to boy +（日语：UP to boy）（2014年10月9日－2018年6月9日，Wani Books（日语：ワニブックス）） - [276]
- non-no（2015年4月20日－2022年1月19日，集英社）- 專屬模特兒[277]
  - （2015年6月20日－2021年12月20日）[278][279]
- HUSTLE PRESS（2015年12月4日－25日，HUSTLE PRESS）- [280]

## 获獎記錄
| 年份   | 受賞式                  | 獎項           | 提名者          | 結果 |
| ------ | ----------------------- | -------------- | --------------- | ---- |
| 2017年 | 第42屆 報知電影獎       | 新人賞         | 薙刀社青春日記  | 提名 |
| 2019年 | 微博日本群英會          | 話題女演員獎   | 西野七瀨        | 獲獎 |
| 2020年 | 微博日本群英會          | 躍進女演員獎   | 西野七瀨        | 獲獎 |
| 2021年 | 第46屆 報知電影獎       | 助演女優賞     | 孤狼之血 LEVEL2 | 提名 |
| 2022年 | 第45回 日本電影學院獎   | 優秀助演女優賞 | 孤狼之血 LEVEL2 | 獲獎 |
| 2022年 | 第45回 日本電影學院獎   | 新人俳優賞     | 孤狼之血 LEVEL2 | 獲獎 |
| 2022年 | 第35回 日刊體育電影大獎 | 新人賞         | 戀之光          | 提名 |
| 2022年 | 第44屆 橫濱電影節       | 最優秀新人賞   | 戀之光          | 獲獎 |
| 2022年 | 微博日本群英會          | 優秀人氣女優賞 | 西野七瀨        | 獲獎 |

## 備註
1. ↑  與鈴木兩人的組合被稱為「Yunanase」。
2. ↑  有時也使用[79]，而西野本人使用[2]。
3. ↑  與生駒里奈、生田繪梨花、齋藤飛鳥、白石麻衣共同主演。
4. ↑  與佐藤隆太、博多大吉共同主持。
5. ↑  與生駒里奈、白石麻衣共同出演。
6. ↑  與長谷川京子、田中美奈實、瀧澤凱倫共同主持。
7. ↑  與南原清隆共同主持。
8. ↑  與陣内智則共同主持。
9. ↑  與川島邦裕、川島明共同主持。
10. ↑  與高橋文哉共同主演。
11. ↑  與晟也（霜降明星）共同主持。

## 外部連結
- （日語）西野七瀨官方網站
- （日語）乃木坂46合同會社個人介紹頁 （页面存档备份，存于）
- （日語）西野七瀨的Instagram帳戶
- （日語）西野七瀨的X（前Twitter）
- （日語）西野七瀨的新浪微博

乃木坂46時期
- （日語）乃木坂46 西野七瀨 個人簡介（2011年8月21日－2019年2月28日）
- （日語）乃木坂46 西野七瀨 官方部落格（2011年11月13日－2019年2月28日）
- （日語）西野七瀨 官方755 （页面存档备份，存于）
- （日語）西野 七瀨（乃木坂46）的SHOWROOM專頁（页面存档备份，存于）
- （日語）西野七瀨 寫真書《我的那些事情》公式的X（前Twitter）（2018年3月23日－）
- （日語）西野七瀨 寫真書《我的那些事情》公式的Instagram帳戶（2018年3月23日－5月13日）
- （日語）写真集《風為衣衫》公式的Instagram帳戶（2016年10月16日－11月1日）